# Daniélone
La daniélone est un composé organique de la famille des phytoalexines. Il se trouve dans les papayes quand celles-ci réagissent à l'infestation par Colletotrichum gloeosporioides, un champignon phytopathogène.

## Propriétés
Ce composé développe une très forte activité fongicide.